# Josef Keilberth
Josef Keilberth (alemany: Joseph Keilberth)  (Karlsruhe, 19 d'abril de 1908 - Múnic, 20 de juliol de 1968) fou un director d'orquestra alemany. La família de Joseph Keilberth procedia de l'Alt Palatinat. L'avi era mestre de música militar (director) a Múnic, el pare violoncel·lista solista a la Badische Hofkapelle Karlsruhe.

## Carrera
Joseph Keilberth va començar la seva carrera al Badisches Staatstheater de Karlsruhe el 1925, inicialment com a repetidor de la Badische Staatskapelle Karlsruhe abans de ser nomenat mestre de capella. El 1935 va sol·licitar el càrrec de director general de música a la seva ciutat natal i es va imposar al seu competidor Herbert von Karajan. És dubtós si va ser membre del Kampfbund de mentalitat ètnica per a la cultura alemanya i més tard de l'organització successora, la Comunitat Cultural Nacional Socialista, abans que els nacionalsocialistes "prenguessin el poder" o fins i tot si elli pertanyia, com Fred K. Prieberg. ja que encara no es disposa d'una declaració de pertinença amb la signatura. A l'hora d'avaluar els documents, també s'ha de tenir en compte que Keilberth tenia el mateix nom de pila que el seu pare, vivia al mateix domicili en l'època en qüestió i també treballava al mateix teatre. El que és segur, però, és que Keilberth encara era membre de la "Schlaraffia Carolsuhu" com a "Ritter Kla-Mottl el delicat" fins al moment en què es va prohibir la "Karlsruhe Schlaraffe Society". El gener de 1939 va interpretar amb l'Orquestra de Karlsruhe una obra d'Ígor Stravinski, que va ser etiquetat i rebutjat pels nacionalsocialistes com a bolxevic cultural.
El 1940, per recomanació de Wilhelm Furtwängler, Keilberth va assumir el càrrec de director general de música de l'Orquestra Filharmònica d'Alemanya de Praga, que ja hi havia estat a l'Imperi Austrohongarès. La monarquia havia existit i ara continua existint a l'anomenat Protectorat del Reich de Bohèmia i Moràvia. No es coneix cap concert de Keilberth relacionat amb l'aniversari d'Adolf Hitler. Va dirigir l'Orquestra de Praga en unes 400 actuacions, i la música de compositors que van ser promoguts per primera vegada pels nacionalsocialistes va trobar-se en uns 20 programes. Com que Keilberth va aconseguir classificar l'orquestra de Praga com a "regne Unit" ("essencial"), cosa que va impedir la convocatòria de músics, l'orquestra va continuar existint fins als últims dies de la Segona Guerra Mundial i encara va poder obrir l'1 de maig de 1945 fent un recital de Beethoven a Praga. Segons Prieberg, de 1942 a 1945 Keilberth va ser director regional de la Cambra de Música del Reich al Protectorat del Reich de Bohèmia i Moràvia. L'agost de 1944, en la fase final de la Segona Guerra Mundial, va ser inclòs a la llista dels directors més importants aprovats per Adolf Hitler, fet que el va salvar del servei militar, fins i tot al front interior.

## Berlín i Dresden
Després de l'empresonament i els treballs forçats, Joseph Keilberth va ser deportat a Saxònia amb la seva família i va arribar a Dresden el 10 de juny de 1945. Immediatament va ser nomenat director en cap de la "Sächsische Staatskapelle Dresden" i va obrir la temporada de concerts el 16 de juliol de 1945. Keilberth va ocupar el càrrec fins al 1949, però va romandre a Dresden fins al 1950. També va treballar de 1948 a 1951 com a director principal de la Staatskapelle Berlin, que en aquell moment tocava a l'Admiralspalast, ja que el Lindenoper va ser destruït i només es va reobrir el 4 de setembre de 1955.

## Bamberg, Hamburg i Múnic
Des de 1950 fins a la seva mort el 1968, Joseph Keilberth va ser director en cap de l'Orquestra Simfònica de Bamberg, que havia sorgit de la seva orquestra de Praga a Bamberg després de la Segona Guerra Mundial. De 1951 a 1959 va ser director general de música d'Hamburg i director de l'Orquestra Estatal Filharmònica d'Hamburg. El 1959 va passar al càrrec de director general de música de Baviera a l'Òpera Estatal de Baviera de Múnic. Keilberth va morir el 1968 al podi del director d'orquestra durant una representació del festival Tristany i Isolda de Richard Wagner al Teatre Nacional de Múnic. Fins avui, és l'únic director a Baviera que ha dirigit dues de les principals orquestres del país alhora.

## Directors convidats
De 1952 a 1956, Joseph Keilberth va dirigir un total de 56 actuacions al Festival Richard Wagner de Bayreuth. El 1955 va gravar per primera vegada el Der Ring des Nibelungen en directe en estèreo en nom de la companyia Decca. Per motius legals (mentre l'empresa EMI havia adquirit els drets exclusius de les gravacions de Bayreuth) aquests enregistraments no es van poder publicar. Les gravacions van desaparèixer a l'arxiu i només es van publicar per primera vegada l'any 2006. A partir de 1957 també va participar al Festival de Salzburg, al Festival Internacional de Música de Lucerna (avui Festival de Lucerna) i al Festival de Viena. Com a convidat habitual va treballar des de 1936 amb la Filharmònica de Berlín i la Filharmònica de Múnic, des de 1943 amb l'Orquestra Simfònica de Viena, des de 1944 amb la Filharmònica de Viena, des de 1951 amb el Musikkollegium Winterthur i des de 1965 amb la NHK Symphony Orchestra de Tòquio. A més, hi va haver nombroses produccions i concerts a la ràdio bavaresa, la ràdio d'Alemanya Occidental a Colònia i la ràdio d'Alemanya del Sud a Stuttgart.

## Significat
Joseph Keilberth es va fer conegut sobretot per les seves interpretacions de Mozart, Beethoven i Wagner i per les interpretacions d'obres d'Anton Bruckner, Johannes Brahms, Bedřich Smetana, Antonín Dvořák, Max Reger, Richard Strauss, Hans Pfitzner i Paul Hindemith. Va tenir un èxit extraordinari en nombroses gires d'actuació convidada. Amb les orquestres més famoses així com solistes vocals i instrumentals, va produir un nombre considerable de discos que documenten una època important de la cultura musical alemanya.
El Joseph Keilberth Hall de la Sala de Concerts de Bamberg ha estat la nova seu de l'Orquestra Simfònica de Bamberg - Filharmònica Estatal de Baviera des de 1993. Una sala de la residència de Karlsruhe-Rüppurr també porta el seu nom, així com una escola primària al nord de Múnic. Els carrers de Dresden, Grünwald i Múnic també porten el nom del director.
Joseph Keilberth va ser enterrat al cementiri del bosc de Grünwald.

## Discografia
(selecció, alfabèticament per compositor)
- Beethoven: Sinfonie Nr. 1 (Bamberger Symphoniker / 3.–5. Juliol 1958 / Telefunken SLT 43007)
- Beethoven: Sinfonie Nr. 2 (Bamberger Symphoniker / 1.–3. Juli 1958 / Telefunken SLT 43049 & NHKO / 1968 en viu Tòquio)
- Beethoven: Sinfonie Nr. 3 (Philharmonisches Staatsorchester Hamburg / 27. Setembre bis 3. Octubre 1956 / Telefunken SLT 43001 & Bamberger Symphoniker / 1968 en viu Tòquio)
- Beethoven: Sinfonie Nr. 4 (Philharmonisches Staatsorchester Hamburg / 30. Setembre bis 3. Octubre 1959 / Telefunken SLT 43052 & Bamberger Symphoniker / 1968 en viu Tòquio)
- Beethoven: Sinfonie Nr. 5 (Philharmonisches Staatsorchester Hamburg / 6.–7. Gener 1953 / Telefunken LSK 7021 & Philharmonisches Staatsorchester Hamburg / 28. Gener bis 5. Febrer 1958 / Telefunken SLT 43002)
- Beethoven: Sinfonie Nr. 6 (Bamberger Symphoniker / 8.–10. Juliol 1960 / Telefunken SLT 43050)
- Beethoven: Sinfonie Nr. 7 (Berliner Philharmoniker / 27.–29. Oktober 1959 / Telefunken SLT 43040 & Sinfonie-Orchester des Bayerischen Rundfunks / 5. Maig 1967 / Orfeo)
- Beethoven: Sinfonie Nr. 8 (Philharmonisches Staatsorchester Hamburg / 6. Oktober 1958 / Telefunken SLT 43007 & Symphonieorchester des Bayerischen Rundfunks / 5. Maig 1967 en viu Herkulessaal München / Orfeo & NHKO / 1. Maig 1967 en viu Tòquio)
- Beethoven: Sinfonie Nr. 9 (NHK-Sinfonieorchester / Ito / Kurimoto / Mori / Ohashi / 1965 en viu Tòquio)
- Beethoven: Konzert für Klavier und Orchester G-Dur op. 58 (Géza Anda, Kölner Rundfunk-Sinfonieorchester / Köln, 22. Maig 1964 / Ariola-Eurodisc 204 638-270 [LP, 1982])
- Brahms: Sinfonie Nr. 1 (Berliner Philharmoniker / 8. März 1951 / Telefunken LSK 7008 & NHK-Sinfonieorchester / 1968 en viu Tòquio)
- Brahms: Sinfonie Nr. 2 (Berliner Philharmoniker / 6. Februar 1962 / Telefunken SLT 43065 & Symphonieorchester des Bayerischen Rundfunks / 8. Desembre 1966 en viu Herkulessaal München)
- Brahms: Sinfonie Nr. 3 (Philharmonisches Staatsorchester Hamburg / 6. Februar 1951 / Telefunken LSK 7020 & Bamberger Symphoniker / 8.–9. Juliol 1963 / Telefunken NT 846)
- Brahms: Sinfonie Nr. 4 (Philharmonisches Staatsorchester Hamburg / 21.–25. Abril 1960 / Telefunken SLT 43042 & Bamberger Symphoniker / 20. Maig 1968 en viu Tòquio)
- Bruckner: Sinfonie Nr. 4 (NHK-Sinfonieorchester / 1968 en viu Tòquio)
- Bruckner: Sinfonie Nr. 6 (Berliner Philharmoniker / 10.–14. Març 1963 / Telefunken)
- Bruckner: Sinfonie Nr. 7 (NHK-Sinfonieorchester / 1968 en viu Tòquio)
- Bruckner: Sinfonie Nr. 9 (Philharmonisches Staatsorchester Hamburg / 31. Octubre bis 3. Novembre 1956 Telefunken)
- Furtwängler: Sinfonie Nr. 3 (Berliner Philharmoniker / 1956)
- Händel: Concerto grosso B-Dur op. 3–2 (NHK-Sinfonieorchester / 1968 en viu Tòquio)
- Haydn: Symphonien Nr. 85 „La reine“ & Nr. 101 „Die Uhr“ (Bamberger Symphoniker / 8.–11. Juliol 1957 / Telefunken SLT 43015)
- Hindemith: Cardillac (Gesamtaufnahme / Kölner Rundfunk-Sinfonieorchester / Kölner Rundfunkchor / Fischer-Dieskau / Kirschstein / Grobe / Kohn / Söderström / 14.–19. Juni 1968 / Deutsche Grammophon Gesellschaft 2707042)
- Mahler: Das Lied von der Erde (Bamberger Symphoniker / Fischer-Dieskau / Wunderlich / 1964)
- Marschner: Hans Heiling (Gesamtaufnahme / WDR-Sinfonieorchester / Franzen / Plumacher / Prey / Synek / Kirschstein / Hering / Meister / 1966 en viu Köln)
- Mozart: Die Zauberflöte (Gesamtaufnahme / WDR Sinfonieorchester / Greindl / Schock / Hotter / Lipp / Sert / Kunz / 1954)
- Mozart: Die Zauberflöte (Wiener Philharmoniker / Chor der Wiener Staatsoper / Wunderlich / Frick / Wächter / Köth / Berry / 1960 Salzburger Festspiele)
- Mozart: Serenade G-Dur KV 525 „Eine kleine Nachtmusik“ (Bamberger Symphoniker / 21. Juliol 1959 / Telefunken SLT 43068)
- Mozart: Sinfonie Nr. 17, G-Dur, KV 129 (Bamberger Symphoniker / 1968)
- Mozart: Sinfonie Nr. 28, KV 200 (Bamberger Symphoniker / 23.–25. Juliol 1962 / Telefunken SLT 43068)
- Mozart: Sinfonie Nr. 35 „Haffner“, KV 385 (Bamberger Symphoniker / 10. Juliol 1963 / Telefunken SLT 43084)
- Mozart: Sinfonie Nr. 36 „Linzer“, KV 425 (Bamberger Symphoniker / 11. Juliol 1963 / Telefunken SLT 43084)
- Mozart: Sinfonie Nr. 38 „Prager“, KV 504 (Bamberger Symphoniker / 2. Novembre 1955 / Telefunken SLT 43012)
- Mozart: Sinfonie Nr. 39, KV 543 (Bamberger Symphoniker / 2. Novembre 1955 / Telefunken SLT 43012)
- Mozart: Sinfonie Nr. 40 g-moll, KV 550 (Bamberger Symphoniker / 18.–19. Juli 1959 / Telefunken SLT 43038 & Symphonieorchester des Bayerischen Rundfunks / 8. Desembre 1966)
- Mozart: Sinfonie Nr. 41 C-Dur „Jupiter“, KV 551 (Bamberger Symphoniker / 19.–20. Juli 1959 / Telefunken SLT 43038 & NHK-Sinfonieorchester / 1968 en viu Tòquio)
- Pfitzner: Von deutscher Seele (Gesamtaufnahme / Symphonieorchester und Chor des Bayerischen Rundfunks / Giebel / Töpper / Wunderlich / Wiener / 9. Desembre 1965 / Deutsche Grammophon Gesellschaft 139 157-58)
- Reger: Variationen und Fuge über ein Thema von J. A. Hiller, op. 100 (Philharmonisches Staatsorchester Hamburg / 29. – 31. Març 1955 / Telefunken SLT 43064)
- Reger: Variationen und Fuge über ein Thema von Mozart, op. 132 (Bamberger Symphoniker / 23.–25. Juliol 1962 / Telefunken SLT 43067)
- Reger: Ballettsuite für Orchester, op. 130 (Bamberger Symphoniker / 24.–25. Juliol 1962 Telefunken SLT 43067)
- Rossini: Der Barbier von Sevilla (Gesamtaufnahme / Chor und Orchester der Bayerischen Staatsoper / Wunderlich / Prey / Hotter / Köth / Proebstl / 1959)
- Schubert: Sinfonie Nr. 8 [Nr. 7] h-moll „Unvollendete“, (Bamberger Symphoniker / 7. Juli 1960 / Telefunken STW 30232)
- Schumann: Konzert für Klavier und Orchester a-moll op. 54 (Anni Fischer / WDR Sinfonieorchester / 28. Abril 1958)
- Smetana: Die Moldau (Bamberger Symphoniker / 20. –1. Juliol 1961 /Telefunken STW 30237)
- Smetana: Aus Böhmens Hain und Flur (Bamberger Symphoniker / 20.–21. Juliol 1961 /Telefunken STW 30237)
- R.Strauss: Till Eulenspiegels lustige Streiche (Bamberger Symphoniker / 1968 en viu Tòquio)
- R.Strauss: Der Rosenkavalier (Gesamtaufnahme / Orchester der Bayerischen Staatsoper / Watson / Böhme / Töpper / Wiener / Köth / Waas / Stolze / 1965 en viu München)
- R.Strauss: Salome (Gesamtaufnahme / Orchester der Bayerischen Staatsoper / Barth / Borkh / Fehenberger / Hotter / Lorenz / 1951 en viu München)
- R.Strauss: Die Frau ohne Schatten (Gesamtaufnahme / Bayerisches Staatsorchester / Jess Thomas / Bjoner / Fischer-Dieskau / Borkh / Mödl / Hotter / Hallstein / Paskuda / Töpper / Fassbaender / 21. November 1963 live im Nationaltheater München)
- Wagner: Der fliegende Holländer (Gesamtaufnahme / Bayreuther Festspiele / Hermann Uhde / Varnay / Weber / Live-Montage 1955)
- Wagner: Tristan und Isolde (Gesamtaufnahme / Chor und Orchester der Bayerischen Staatsoper / Bjoner / Uhl / Töpper / Wiener / Frick / 1965)
- Wagner: Die Meistersinger von Nürnberg (Gesamtaufnahme / Wiener / Hotter / Thaw / Hoppe / Kusche / Metternich / Chor und Orchester der Bayerischen Staatsoper / 1963)
- Wagner: Der Ring des Nibelungen (live aus Bayreuth / 1955 / erste Stereo-Gesamtaufnahme von Decca! / Lag 50 Jahre unveröffentlicht im Archiv / erstmals erschienen bei TESTAMENT 2006)
- Weber: Der Freischütz (Gesamtaufnahme / Berliner Philharmoniker / Grümmer / Otto / Schock / Kohn / Prey / Wiemann / Frick / 23. Abril bis 14. Setembre 1958 / EMI HMV ASD 319–321)

## Obertura o reobertura d'espais culturals
- 1935 Theater Gernsbach · Badische Staatskapelle Karlsruhe
- 1941 Rudolfinum Prag · Deutsches Philharmonisches Orchester Prag
- 1946 Tonhalle Dresden (später Kleines Haus) · Sächsische Staatskapelle Dresden
- 1948 Großes Haus Dresden (Dresdner Schauspielhaus) · Sächsische Staatskapelle Dresden
- 1961 Theatersaal der Rudolf-Steiner-Schule München (Theater an der Leopoldstraße) · Bayerisches Staatsorchester
- 1963 Nationaltheater München · Bayerisches Staatsorchester
- 1967 Dom Würzburg · Bamberger Symphoniker

## Premis
- 1945 Titel Professor durch die Sächsische Regierung
- 1949 Nationalpreis 1. Klasse der DDR
- 1956 Komturkreuz des griechischen Phönix-Ordens
- 1961 Bayerischer Verdienstorden
- 1964 Österreichisches Ehrenkreuz für Wissenschaft und Kunst 1. Klasse
- 1967 Kulturpreis der Stadt Winterthur
- 1967 Ehrendirigent des NHK Symphony Orchestra Tokyo (als zweiter Dirigent in der Geschichte des Orchesters)